# الدور الخالد

الدور الخالد 1851

الدور الخالد هو دور شطرنج شهير لعب في أول دوري عالمي في رياضة الشطرنج بتاريخ 21 يونيو 1851 في لندن بين أدولف أندرسن (أبيض) وليونيل كيزيريتسكي (أسود) وانتهى بفوز الأبيض بإماتة جميلة لملك الأسود ونشر في نفس السنة في أول عدد من
مجلة «chess players» التي أسسها بيرنهارد هورويتز وكلينغ  واقترح النمساوي إرنست فالكبير اسم «الدور الخالد» في مجلة «Wiener Schachzeitung» سنة 1855 عندما نشر تحليلاً للدور.

## تفاصيل الدور
| 1. e5- e4 2. ef - f4 يسمى هذا الافتتاح بجامبيت الملك المقبول ورمزه هو C33 في موسوعة افتتاحيات الشطرنج ،في هذا التفريع يقبل الأسود بأخد البيدق الأبيض أملاً في صد الهجوم والاستفادة من الأفضلية المادية أخذاً بعين الاعتبار إرجاع البيدق المضحى به عندما تسنح له الفرصة بذلك من أجل الحصول على لعب متكافئ. 3 ♗c4.....نقلة تحدد التفريع الذي يسمى جامبيت الفيل ،والذي كان استخدامه شائعاً في تلك الفترة، أما حالياً تفضل النظرية الحديثة النقلة f3♘ 3..... +h4♛ 4. b5? - ♔f1 تمكن كيزيريتسكي في منتصف القرن التاسع عشر من تسجيل سلسلة رائعة من الانتصارات لكن تبينت لاحقاً نقط ضعف هذه النقلة والتي تعدها النظرية الحديثة غير كافية لمعادلة اللعب . 5.f6♞--♗b5 6. h6♛--♘f3 7. h5♞-- d3 8. 9. 10. 11. 12. 13. 14. 17. |